# The Very Best of Kiss
The Very Best of Kiss – album kompilacyjny amerykańskiej grupy rockowej Kiss wydany w sierpniu 2002 roku.

## Opis
Album zawiera utwory z lat 1973–1992.

## Utwory
1. Strutter (3:13)
(wzięto z albumu Kiss)
2. Deuce (3:07)
(wzięto z albumu Kiss)
3. Got To Choose (3:56)
(wzięto z albumu Hotter Than Hell)
4. Hotter Than Hell (3:32)
(wzięto z albumu Hotter Than Hell)
5. C’mon and Love Me (2:59)
(wzięto z albumu Dressed to Kill)
6. Rock and Roll All Nite (4:04)
(wzięto z albumu Alive!)
7. Detroit Rock City (3:39)
(wzięto z albumu Destroyer)
8. Shout It Out Loud (2:51)
(wzięto z albumu Destroyer)
9. Beth (2:48)
(wzięto z albumu Destroyer)
10. I Want You (3:07)
(wzięto z albumu Rock and Roll Over)
11. Calling Dr. Love (3:46)
(wzięto z albumu Rock and Roll Over)
12. Hard Luck Woman (3:34)
(wzięto z albumu Rock and Roll Over)
13. I Stole You Love (3:06)
(wzięto z albumu Love Gun)
14. Christine Sixteen (3:14)
(wzięto z albumu Love Gun)
15. Love Gun (3:18)
(wzięto z albumu Love Gun)
16. New York Groove (3:04)
(wzięto z albumu Ace Frehley)
17. I Was Made for Lovin’ You (4:31)
(wzięto z albumu Dynasty)
18. I Love It Loud (4:17)
(wzięto z albumu Creatures of the Night)
19. Lick it Up (3:59)
(wzięto z albumu Lick It Up)
20. Forever (3:52)
(wzięto z albumu Hot in the Shade)
21. God Gave Rock n’ Roll to You (5:20)
(wzięto z albumu Revenge)